# Ädelost

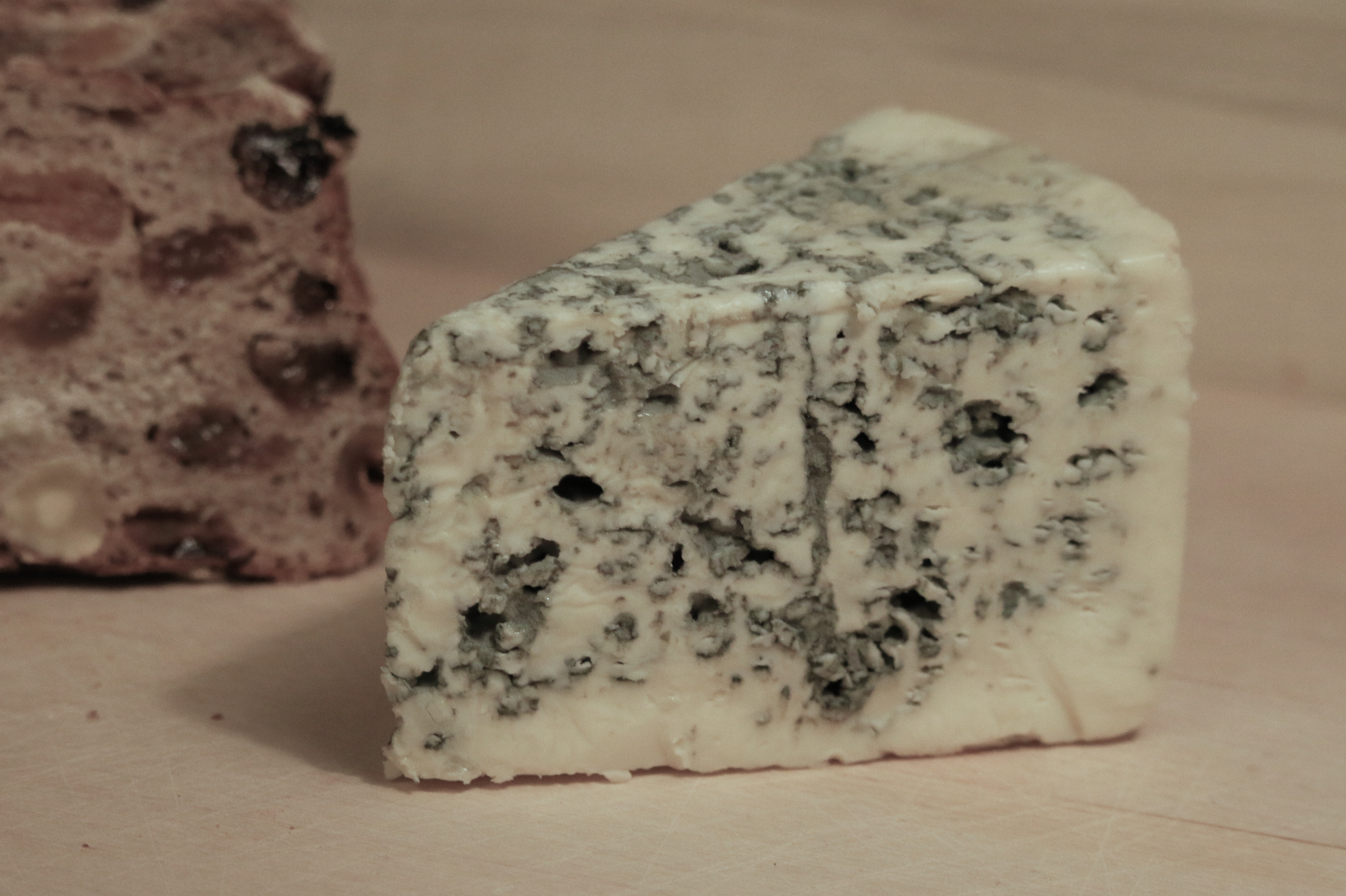
Ädelost

Ädelost är en svensk beteckning för blågrön mögelost. Svensktillverkad ost som enbart betecknas "ädelost" eller "ädel" tillverkas i allmänhet av komjölk och kan sägas vara en svensk version av den franska roquefortosten.

### Fotnoter
1. ↑  ”Svenska mögelostar”. spisa.nu. http://www.spisa.nu/3.338/varufakta/svenska-mogelostar/.
2. ↑  ”Kvibille Ädel”. Arla Produkter. Arkiverad från originalet den 6 oktober 2008. https://web.archive.org/web/20081006063954/http://www.arla.se/Default____17809.aspx?SelectedMenuItem=17235. Läst 25 december 2008.